# Linia M2 a metroului din București
Magistrala 2 a metroului din București a fost dată în folosință în două etape, în 1986 și 1987 și a fost concepută pentru a asigura legătura pe axa nord-sud a orașului. Lungimea ei este de 20,38 km, are 15 stații și este marcată cu albastru pe hărți. M2 este cea mai circulată linie de metrou din București.
În anii 2020, magistrala a fost extinsă spre sud cu o stație de suprafață și există planuri pentru extinderi și în partea de nord. Pe magistrală circulă în zilele lucrătoare 16 garnituri CAF BM3.

## Istoria magistralei

### Tronsonul 1
Primul tronson a fost deschis publicului în ianuarie 1986. Acesta avea o lungime de aproape 10 km și dispunea de 8 stații: Piața Unirii 2, Tineretului, Pieptănari (denumită ulterior Eroii Revoluției), Constantin Brâncoveanu (dată în folosință ulterior inaugurării liniei), Piața Sudului, Apărătorii Patriei, IMGB (redenumită Dimitrie Leonida în 2009) și Depou IMGB (redenumită Berceni în 2009).:p. 5

### Tronsonul 2
Acesta a fost deschis pe 29 octombrie 1987 și a continuat drumul spre nord. Numărul stațiilor crescuse la 13, nou venite fiind Universitate, Piața Romană (construită ulterior deschiderii tronsonului), Piața Victoriei (denumită Piața Victoriei 1 după deschiderea stației omonime de pe M1), Aviatorilor, Aurel Vlaicu și Pipera.:p. 5

### Extensii și modernizări
Datorită numărului mare de proiecte de birouri din cartierul Pipera și comuna omonimă, linia urmează să fie prelungită, în perioada 2023-2028,:p. 55 cu 2 stații în partea de nord.:p. 370
În partea de sud, primăria sectorului 4 a hotărât construirea unei noi stații supraterane situată între stația de metrou Berceni și Șoseaua de Centură. Licitația pentru proiectare și execuție a fost lansată în septembrie 2019, iar contractul a fost atribuit în aprilie 2020 unui consorțiu condus de firma Somet, contractul de finanțare fiind semnat în luna decembrie a aceluiași an. Construcția a fost finalizată în decembrie 2022 când stația a fost predată de Primăria Sectorului 4 către Metrorex.
Magistrala 2 va fi prelungită și spre comuna Berceni unde vor fi construite trei stații.
Din anul 2018, Metrorex are în desfășurare un proiect de modernizare a liniei M2, în scopul îmbunătățirii serviciilor de transport. În cadrul acestui proiect au fost construite două noi accesuri în stația de metrou Tineretului. Au fost de asemenea lansate proceduri de achiziție publică pentru înlocuirea căii de rulare și a instalațiilor.:p. 46 În „Strategia de dezvoltare a metroului din București, 2016 – 2030” apare și un proiect de reabilitare a stațiilor, cu termen de realizare 2023-2028.:p. 55

## Date tehnice
Ca și restul rețelei de metrou din București, linia M2 este complet subterană, cu excepția unei porțiuni între stațiile Dimitrie Leonida și Tudor Arghezi Rețeaua de contact este de 750V CC (intervalul admis fiind 600-950 V):p. 10, alimentarea făcându-se prin a treia șină (în trafic) sau prin pantografe (în depouri). Viteza maximă este de 80 km/h, pe șine de tip 49 și tip 60, cu traverse de beton armat. În funcție de caracteristicile terenului, tunelele au fost realizate în săpătură deschisă sau cu ajutorului unui scut manual construit la Uzinele „23 August”.
Pentru întreținerea trenurilor de pe această magistrală se folosește Depoul Berceni.

## Material rulant
| Imagine indisponibilă |  | Imagine indisponibilă |
| Tren CAF              |  | Tren Bombardier Movia |

În 2011 Metrorex a comandat 16 trenuri noi de la firma spaniolă CAF. În decembrie 2014, s-au mai comandat încă 8 trenuri de la spaniolii de la CAF cu nume de râuri ale României, la fel ca și cele 16 trenuri cumpărate anterior. Cele 8 trenuri CAF erau puse toate în circulație până la data de 1 iulie 2016, ultimul tren CAF fiind cel cu nr. 1324 & 2324 Casimcea.
Pe această magistrală circulă, la orele de vârf și în lipsa unor probleme tehnice, 16 trenuri BM3.